# Бала-Ґава-Сара
Бала-Ґава-Сара (перс. بالاگواسرا) — село в Ірані, у дегестані Чіні-Джан, у Центральному бахші, шагрестані Рудсар остану Ґілян. За даними перепису 2006 року, його населення становило 257 осіб, що проживали у складі 69 сімей.